# Flor Weisse
Flor Isabel Weisse Novoa (Arauco, 27 de marzo de 1960) es una ingeniera comercial y política chilena del Partido Unión Demócrata Independiente. Fue concejal por la comuna de Cañete entre 2008 y 2010, para luego ser designada como Gobernadora de la Provincia de Arauco, entre los años 2014-2020 desempeñó su labor como consejera regional por arauco. Dejó la presidencia del consejo regional el 2 de octubre de 2020 para así postularse a ser candidata a gobernadora por la región del Biobío.Actualmente se desempeña como Diputada de la República de chile por el distrito n.°21

## Biografía
Nacida el 27 de mayo de 1960, en la ciudad de Arauco, criada en la Provincia de Arauco. Ingeniera Comercial de la Universidad de Concepción. Casada con Pedro Durán Faúndez con quien tiene 5 hijos.

## Carrera política
Su carrera comienza el año 2008, cuando es electa concejala de la comuna de Cañete con el 13,81% de las preferencias. El año 2010 es designada como Gobernadora de la Provincia de Arauco, por el presidente Sebastián Piñera Echenique, el cual también le dio el trabajo de hacerse cargo de la conectividad vial y lo daños, causados por terremoto y tsunami en la provincia.
El año 2013 fue candidata al consejo regional del Biobío, donde resultó elegida con el 24,72% de los votos. Renovando su escaño el año 2017 por un segundo periodo hasta el año 2021. El año 2018 se convierte en la primera mujer y tercer presidente del Consejo Regional del Biobío.

## Historial electoral

### Elecciones municipales de 2008
- Elecciones municipales de 2008, para el Concejo Municipal de Cañete [2]

(Se consideran solo los candidatos que resultaron elegidos para el Concejo Municipal)
| Candidato              | Pacto                    | Partido | Votos | %     | Resultado |
| ---------------------- | ------------------------ | ------- | ----- | ----- | --------- |
| Luis Viveros Gajardo   | Concertación Democrática | PRSD    | 2683  | 20,64 | Concejal  |
| Flor Weisse Novoa      | Alianza                  | UDI     | 1795  | 13,81 | Concejala |
| Pilar Fica Gallardo    | Concertación Democrática | DC      | 885   | 6,81  | Concejala |
| Daniel Jana Torres     | Concertación Democrática | PS      | 832   | 6,40  | Concejal  |
| Verónica Sandoval Ruiz | Alianza                  | RN      | 644   | 4,96  | Concejala |
| Oscar Leal Aravena     | Concertación Democrática | PRSD    | 112   | 0,86  | Concejal  |

### Elecciones de consejeros regionales de 2013
- Elecciones de consejeros regionales de 2013, para el Consejo Regional del Biobío [7]

(Se consideran solo los candidatos que resultaron elegidos para el Consejo Regional)
| Candidato              | Pacto         | Partido | Votos  | %     | Resultado |
| ---------------------- | ------------- | ------- | ------ | ----- | --------- |
| Flor Weisse Novoa      | Alianza       | UDI     | 15 276 | 24,72 | Consejera |
| Ahimalec Benítez Silva | Nueva Mayoría | DC      | 8653   | 14,00 | Consejero |
| Lautaro Melita Vinett  | Nueva Mayoría | Ind./PS | 6994   | 11,32 | Consejero |

### Elecciones de consejeros regionales de 2017
- Elecciones de consejeros regionales de 2017, para el Consejo Regional del Biobío [8]

| Candidato                  | Pacto         | Partido | Votos  | %     | Resultado |
| -------------------------- | ------------- | ------- | ------ | ----- | --------- |
| Flor Weisse Novoa          | Chile Vamos   | UDI     | 18 931 | 32,93 | Consejera |
| Leonidas Peña Henríquez    | Nueva Mayoría | PCCh    | 7074   | 12,31 | Consejero |
| Ahimalec Benítez Silva     | Nueva Mayoría | DC      | 5699   | 9,91  |           |
| Pablo Pelén García         | Nueva Mayoría | Ind./DC | 4116   | 7,16  |           |
| Cristián Gengnagel Navarro | Chile Vamos   | UDI     | 3836   | 6,67  | Consejero |

### Elecciones de gobernador regional de 2021
- Elección de gobernador regional de 2021 para la gobernación de la Región del Biobío, Primera vuelta.

|  | 27,51 % |

|  | 19,36 % |

|  | 15,01 % |

|  | 14,27 % |

|  | 9,52 % |

|  | 9,32 % |

|  | 3,41 % |

|  | 1,60 % |

|  | 91,51 % |

|  | 2,78 % |

|  | 5,71 % |

|  | 100,00 % |

|  | 41,23 % |

- Elección de gobernador regional de 2021 para la gobernación de la Región del Biobío, Segunda vuelta.

|  | 71,36 % |

|  | 28,64 % |

|  | 98,08 % |

|  | 1,42 % |

|  | 0,50 % |

|  | 100 % |

|  | 13,68 % |

### Elecciones parlamentarias de 2021
- Elecciones parlamentarias de 2021, para Diputado por el distrito 21 (Alto Biobío, Antuco, Arauco, Cabrero, Cañete, Contulmo, Curanilahue, Laja, Lebu, Los Álamos, Los Ángeles, Lota, Mulchén, Nacimiento, Negrete, Quilaco, Quilleco, San Rosendo, Santa Bárbara, Tirúa, Tucapel y Yumbel).[9]

| Candidato                    | Pacto                   | Partido  | Votos  | %     | Resultado |
| ---------------------------- | ----------------------- | -------- | ------ | ----- | --------- |
| Cristóbal Urruticoechea Ríos | Frente Social Cristiano | PRCh     | 22 814 | 11.62 | Diputado  |
| Flor Weisse Novoa            | Chile Podemos Más       | UDI      | 21 816 | 11.11 | Diputada  |
| Joanna Pérez Olea            | Nuevo Pacto Social      | PDC      | 19 549 | 9.96  | Diputada  |
| Anwar Farrán Veloso          | Nuevo Pacto Social      | IND-PL   | 10 555 | 5.38  |           |
| Karen Medina Vásquez         | Partido de la Gente     | PDG      | 10 066 | 5.13  | Diputada  |
| Clara Sagardia Cabezas       | Apruebo Dignidad        | IND-CS   | 8996   | 4.58  | Diputada  |
| Rodrigo Daroch Yáñez         | Nuevo Pacto Social      | PPD      | 6515   | 3.32  |           |
| Álvaro Sánchez Rojas         | Apruebo Dignidad        | IND-PCCh | 6506   | 3.31  |           |
| Juan de Dios Parra Sepúlveda | Nuevo Pacto Social      | PS       | 6468   | 3.29  |           |
| Esteban Barahona Contreras   | Frente Social Cristiano | PCC      | 6113   | 3.11  |           |